# Giovanni Brunacci
Giovanni Brunacci (* 2. Dezember 1711 in Monselice; † 31. Oktober 1772 in Padua) war ein venezianischer römisch-katholischer Theologe und Abt, Numismatiker und Historiker.

## Leben und Werk
Giovanni Brunacci wurde als Sohn des Giacomo Brunacci, eines Mannes von einfacher ländlicher Abstammung, und der Rosa Capello, geboren, die möglicherweise einer höher gestellten Familie entstammte.
Am 27. November 1723 trat er in das Priesterseminar ein, doch lernte er derartig leidenschaftlich, dass er seine Gesundheit gefährdete und 1729 das Haus verlassen musste. Er galt als eifrig, manchmal unleidig und ausgestattet mit einem überaus guten Gedächtnis, doch nicht als gelehrt.
Immerhin lernte er Pietro Barbarigo kennen, der später Senator wurde, und der ihn in Venedig in Kontakt mit den Zeno und Andrea Querini brachte, der ihn wiederum seinem Onkel, dem Kardinal Angelo Querini empfahl.
Brunacci studierte zwar Philosophie, doch erfüllte ihn das Fach keineswegs. Immerhin lernte er den Verleger und Philologen Giovanni Antonio Volpi kennen, in dessen Umgebung er angelsächsische und französische Einflüsse aufnahm. Schließlich wurde er Schüler des Dominikaners und durchaus gefürchteten Theologen Jacques-Hyacinthe Serry (1659–1738), dessen Vorlesungen er von 1734 bis 1738 mitschrieb (Serry lehrte bereits seit 1698). Er selbst schloss sein Theologiestudium am 12. Mai 1734 ab. Bereits im Dezember desselben Jahres wurde er zum Priester geweiht. 1734 veröffentlichte er sein erstes Buch unter dem Titel Del ringraziar Dio Ragionamento. Darin zeigt sich bereits sein Interesse für Sprache und Archivforschung.
1738, nach dem Tod Serrys, ließ er die Theologie hinter sich. Nun begann er mit einer Arbeit, die ihn für den Rest seines Lebens beschäftigen sollte, denn er begann alle Archivalien zu transkribieren, die mit Padua in Zusammenhang standen. So fand er etwa die Chronik des Giovanni da Nono († 1346), die erste Paduaner Chronik in der Volkssprache, in der Benediktinerabtei Praglia. Darin zeigte sich sein Interesse für das Mittelalter, die Kirchen- und Rechtsgeschichte, aber auch die früheren Stufen der italienischen Sprache. Zugleich interessierte er sich für die Methodik Lodovico Antonio Muratoris, des Herausgebers des lateinischen Quellenwerkes der Rerum Italicarum scriptores, dessen Wertschätzung er nach zunächst wenig versprechenden Versuchen ab 1740/1742 erlangte, nachdem er ihm einige wohl unbekannte Handschriften zur Kenntnis gebracht hatte.
Doch während einer Prozession äußerte sich Brunacci 1743 in einer Weise, die ihn in Konflikt mit der Staatsinquisition brachte. Schon Serrys polemisches Werk De romano pontifice von 1732 war auf dem Index librorum prohibitorum gelandet, dem Verzeichnis der verbotenen Bücher.
Schließlich musste Brunacci Padua verlassen und nach Trient und Rovereto gehen. Bei den dortigen Arbeiten lernte er den Historiker Girolamo Tartarotti kennen – ebenfalls ehemaliger Schüler Serrys –, mit dem ihn eine langjährige Korrespondenz verband. In Vicenza geriet er durch einen dortigen persönlichen Kontakt abermals ins Visier der Inquisition, wiewohl sich in seinen Werken nichts in diesem Sinne Anstoß erregendes finden lässt.
1744 brachte er sein numismatisches Werk De re nummaria Patavinorum heraus, gedruckt bei Giambattista Pasquali, das er dem Prokurator Marco Foscarini widmete, dem späteren Dogen. Dieses Werk machte ihn auch im Ausland bekannt – zumal numismatische Werke gerade in diesen Jahren auf größtes Interesse stießen – und es brachte ihm die Freundschaft mit anderen Gelehrten ein, etwa mit Girolamo Francesco Zanetti, Anselmo Costadoni (1714–1785) oder Giambenedetto Mittarelli (1707–1777). 
Einflussreiche Freunde, darunter Foscarini, verschafften ihm den Auftrag, die Geschichte der Diözese Padua zu schreiben. Unter der Anleitung von Giovanni Checcozzi hatte er zuvor in den Archiven von Vicenza gearbeitet. Die Gebildeten Venedigs – Foscarini selbst ist ein Beispiel dafür – interessierten sich zunehmend für Themen der Philologie, der Literaturgeschichte, der Geschichte und der Quellenkunde. Auch nahm Brunacci Kontakt zu den Ordensgemeinschaften, vor allem den Klöstern mit ihren Archiven und Bibliotheken auf, wie etwa zu den Mönchen von San Michele di Murano. Brunacci übernahm die Aufgabe, die Florentiner Novelle letterarie an die Abonnenten und Käufer in Padua zu verteilen. 1745 konnte er, nach Prüfung durch die Inquisition, sein Werk Ragionamento sopra il titolo di Canonichesse nelle monache di S. Pietro veröffentlichen. Doch die Accademia dei Ricovrati in Padua, die heutige Galilei-Akademie der Wissenschaften und Künste, lehnte Brunaccis Mitgliedschaft brüsk ab. Apostolo Zeno war allerdings der Ansicht, dass gerade diese „bestialità“ ihm zu Ehren gereiche. Umso mehr bemühte sich Brunacci um sein weites Netzwerk persönlicher Kontakte.
Sein umfangreichstes Werk, der Codice Diplomatico Padovano, beinhaltet eine gewaltige Menge an Abschriften von Tausenden von Dokumenten, die für die Geschichte Paduas und der angrenzenden Gebiete bis heute von unschätzbarem Wert sind. Das Manuskript wurde am Anfang des 19. Jahrhunderts von Abt Antonio Comin, dem Archivar und Bibliothekar der Biblioteca Capitolare zu Padua in fünf Bände aufgeteilt. Die Handschrift befindet sich in der Biblioteca Antica des bischöflichen Seminars unter der Signatur Cod. 581.1–5 (s. Weblinks). Die darin zu findenden Quellen stammen aus der Zeit zwischen dem frühen 7. Jahrhundert und 1595, seine Abschriften stammten aus 70 Archiven. Für Italienisch entschied sich Brunacci, um über die noch immer lateinische Gelehrtenwelt hinauswirken zu können. 
In den Jahren um 1750 erschienen der Pomponatius, das De Tyriaco mantuano, dann De Facto marchiae, aber auch das Manuskript der Acta S. Bellini wurde fertiggestellt. Angesichts der dadurch eingetretenen Verzögerungen verlor Kardinal Carlo Rezzonico die Geduld, und er setzte im Juni 1752 Brunaccis Gehalt von 93 venezianischen Lire aus. Doch nun intervenierte Foscarini zu seinen Gunsten, die Zahlungen wurden fortgesetzt. 1755 wurden diese jedoch erneut ausgesetzt. Schließlich konnte Brunacci am 30. August 1758 den ersten Band vorlegen, der die Zeit bis zur Gründung der Universität auf tausend Blättern darstellt. Rezzonico, inzwischen Papst Clemens XIII., nahm den letzten Teil des Skripts an sich, und Brunacci erhielt es nie zurück.
Inzwischen verschlechterte sich Brunaccis Sehkraft; dennoch legte er auf Bitten seiner Freunde I Conforti vor. 60 seiner Freunde taten sich nun zusammen, um die Finanzierung seiner Annales gemeinsam zu sichern. Doch im Sommer 1772 erkrankte er. Er starb am 31. Oktober 1772 an Schwindsucht. 
Seine Münzsammlung wurde Teil des Reale Gabinetto numismatico zu Turin. Obwohl seine Annales die Druckerlaubnis durch die Inquisition erhielten, wurden sie nie gedruckt. Sein Manuskript vertraute er seinen Freunden Giuseppe Gennari und Gaspare Patriarchi an. Die Abschrift, die Dal Pozzo angefertigt hatte, wurde von seinen Erben an die venezianische Biblioteca Marciana weitergegeben, während das Original in das Priesterseminar zu Padua gelangte.

## Veröffentlichte Werke (Auswahl)
- Del ringraziar Dio Ragionamento, Padua 1734.
- Joannis Brunatii De Re Nummaria Patavinorum, Venedig 1744. (Digitalisat)
- Ragionamento sopra il titolo di Canonichesse nelle monache di S. Pietro, Padua 1745. (Digitalisat)
- Pomponatius, in: Raccolta di opuscoli scientifici e filologici, XLI (1749).
- De Ben. Tyriaco mantuano, in: Raccolta di opuscoli scientifici e filologici, XLIII (1750).
- De facto Marchiae, in: Raccolta di opuscoli scientifici e filologici, XLV (1751).
- Epistula Costadono, in: Raccolta di opuscoli scientifici e filologici, XLVI (1751).
- Lettera sopra un piombo del doge Enrico Dandolo, in: Novelle letterarie di Firenze, XII (1751), Sp. 267. (Digitalisat)
- Lezione d’ingresso nell’Accademia de’ Ricovrati di Padova  del sig. abb. Gio. Brunacci ove si tratta delle antiche origini della lingua volgare de’ padovani e d’Italia, Venedig 1759. (Digitalisat)
- Jo. Brunatii Chartarum Coenobii S. Justinae Explicatio, Padua 1763. (Digitalisat)
- Conforti della medicatura degli occhi, Padua 1765. (Google Books)
- Della b. Beatrice d’Este , vita antichissima. ora la prima volta pubblicata, con dissertazioni dell’abbate Brunacci, Padua 1767. (Digitalisat)
- De leprosis apud Patavinos dissertatio posthuma, Padua 1772. (Google Books)
- De cultu lini apud Patavinos antiquiores epistula ad I. A. Columbum abbatem cassinensem Patavinique Gymnasiipublicum professorem, in: R. Vanzi, Protogiornale, VII (1778) 55–82.
- Prodromo ossia preliminare della storia ecclesiastica padovana scritta dall’abate Giovanni Brunacci, Padua 1803.

## Handschriften
Inzwischen ist das Hauptwerk, der Codice diplomatico padovano, dank der Universität Padua digitalisiert worden und via Internet zugänglich.
- Überblick
  - Band I
  - Band II
  - Band III
  - Band IV
  - Band V